# Arbeitskreis Meteore
Koordinaten: 52° 24′ 0″ N, 13° 4′ 0″ ODer Arbeitskreis Meteore e.V. (AKM) ist ein Verein zur Untersuchung und Erforschung von atmosphärischen Erscheinungen, Förderung von Wissenschaft und Forschung, sowie zur Koordinierung und Planung amateurastronomischer Forschungsarbeiten, der aus Interessenten, Hobbymeteorologen und Experten besteht. Er ist eine von 17 Fachgruppen der Vereinigung der Sternfreunde (VdS).

## Geschichte und Tätigkeitsfelder
Der AKM wurde 1975 von Jürgen Rendtel mitgegründet, ab 1978 war er im Kulturbund der DDR organisiert, 1990 erfolgte die Eintragung als Verein. Zum Jahreswechsel 1997/98 schloss sich die damals eigenständige Fachgruppe Meteore (FGM) des VdS mit dem AKM zusammen. Er ist in Potsdam ansässig und hatte 2004 70 Mitglieder, 2017 waren es etwa 80. Derzeit sind etwa 40 aktive Meteorbeobachter im AKM tätig.
Seit 1990 sammelt der Verein auf der eigenen Webseite und im dazugehörigen Forum Informationen von atmosphärischen Erscheinungen, wie zum Beispiel Halos, Polarlichter, Meteore, Feuerkugeln und leuchtende Nachtwolken. Im monatlichen Turnus bringt der AKM das Mitteilungsblatt METEOROS heraus.
Besonders durch die vom AKM betriebene Seite polarlicht-vorhersage.de, auf der Informationen zur Vorhersage von Polarlichtern grafisch aufbereitet zusammengestellt sind, rückt der AKM häufig in den Fokus der Öffentlichkeit. Nach besonders starken Polarlichtern werden die Fotos, Videos und Berichte von Medien aufgegriffen, besonders die Fotos werden hervorgehoben.
Einmal im Jahr organisiert der AKM ein Seminar in dem Ergebnisse vorgestellt werden und die atmosphärischen Höhepunkte des Jahres präsentiert werden. Außerdem finden regelmäßige Treffen der einzelnen Beobachtergruppen sowie  Beobachtungscamps und Exkursionen statt. Zur Beobachtung von Meteorströmen bietet der AKM einen Kalender sowie Beobachtungsanleitungen an.
Berichte über Polarlichtbeobachtungen und Feuerkugeln können an den AKM gesendet werden. Seit den späten 1980er Jahren sammelt der Verein systematisch Beobachtungsdaten zu Leuchtenden Nachtwolken.
Der Arbeitskreis war unter anderem schon in den USA, China, der Mongolei und Korea, um vor Ort Daten zu Leoniden-Meteorschauern zu sammeln.

### Meterbeobachtung
Der AKM gründete im März 1999 ein automatisiertes Video-Netzwerk zur Meteorbeobachtung. Aufgrund der internationalen Ausrichtung wurde das Netzwerk im Jahr 2004 in IMO Video Meteor Network umbenannt. Im Dezember 2013 umfasste das Netzwerk 88 Kameras in 16 verschiedenen Ländern.

#### AlLSky7 Kamera-Netzwerk

AllSky7 Meteorkamera

Mitglieder des AKM organisieren das europäische AllSky7 Kamera-Netzwerk. Es besteht aus einzelnen Kamerastationen, die von Privatpersonen, Sternwarten oder wissenschaftlichen Institutionen betrieben werden. Jede Station zeichnet den gesamten Himmel über dem Standort auf ("All-sky"). Hierfür wurden sieben einzelne nachtempfindliche Kameras mit einem Gesichtsfeld von ca. 80 × 45° kompakt verbaut. Das Netzwerk dient primär der kontinuierlichen Meteorbeobachtung, aber auch andere atmosphärische Erscheinungen werden rund um die Uhr erfasst. Die Aufnahmen werden zur Bahnberechnung von Feuerkugeln verwendet, um den Ort eines möglichen Meteoritenfalls einzugrenzen. Das AllSky7-Netzwerk wurde vom Amerikaner Mike Hankey gegründet, von dem das Hardwaredesign und die Software stammt. 2018 wurden erste Kameras in Europa aufgebaut, im Jahr 2020 begann der systematische Aufbau eines Netzwerks, das inzwischen (Stand Mai 2021) mit ca. 40 Stationen fast flächendeckend die Region von Mitteleuropa abdeckt. Weltweit sind etwa 100 Kamerastationen im Einsatz und das Netzwerk wächst in hohem Tempo weiter. Die europäischen Stationen verteilen sich auf Deutschland, Österreich, Schweiz, Belgien, Niederlande, Ungarn, Irland, und das Vereinigte Königreich. Die Echtzeit-Bilder der Kameras sind frei zugänglich und Aufnahmen von besonderen Ereignissen werden im Archiv und auf YouTube veröffentlicht.

### Haloerscheinungen
Der AKM beobachtet und dokumentiert systematisch das Auftreten von Haloerscheinungen. Um die Beobachtungen auszuwerten, wurde der sogenannte Haloschlüssel entwickelt. Dieser enthält alle relevanten Beobachtungsdaten wie beispielsweise Standort des Beobachters, aufgetretene Haloarten, aktuelle Bewölkung oder die Ursache des Halos. Mit Hilfe der gesammelten Beobachtungen wird eine monatliche Haloaktivität errechnet. Somit lässt sich ein langfristiger Zusammenhang zwischen der Häufigkeit von Halos und dem Klima herstellen. Für die Auswertung wird ein eigens entwickeltes Programm verwendet.

## Ziele
Die Ziele des AKM werden in der Satzung wie folgt beschrieben:
- die Förderung von Wissenschaft und Forschung
- den Mitgliedern die tiefer gehende Beschäftigung mit Meteoren, Halos, Polarlichtern (Aurorae) und anderen Erscheinungen in der Atmosphäre zu ermöglichen
- die Koordinierung amateurastronomischer Forschungsarbeit auf den genannten Gebieten
- die Unterstützung geeigneter Beobachternetze
- die Verfügbarkeit von Beobachtungsdaten für wissenschaftliche Zwecke zu sichern
- die Förderung von Informationsaustausch und Zusammenarbeit auf nationaler und internationaler Ebene
- die Popularisierung von Ergebnissen der eigenen Untersuchungen und der internationalen Forschung auf den genannten Gebieten

## Mitteilungsblatt
Das Mitteilungsblatt des AKM trägt den Titel METEOROS und erscheint in der Regel monatlich. Die Zeitschrift existiert seit 1998 und behandelt aktuelle Themen, diskutiert im vorherigen Monat geschehene Erscheinungen und nennt Daten und Fakten diverser Zählungen und Recherchen. Im Mitteilungsblatt werden Beobachtungsdaten zu Meteorströmen und Auswertungen von visueller und fotografischer Meteorerfassung veröffentlicht. Außerdem werden in regelmäßigen Abständen detaillierte Auswertungen zum Auftreten von Haloerscheinungen und der damit verbundenen Haloaktivität publiziert.
Mitteilungsblätter, die älter als 1 Jahr sind, können frei als PDF-Datei heruntergeladen werden.